# غریبه (مجموعه تلویزیونی ۱۳۵۴)
غریبه نام یک مجموعه تلویزیونی ایرانی است که در سال ۱۳۵۴ و به کارگردانی «محمدعلی زرندی‌فر» ساخته شد و از تلویزیون ملی ایران پخش می‌شد.

## خلاصه داستان
دختری شهرستانی به منظور کار و ادامهٔ تحصیل از خانواده‌اش می‌گریزد و به تهران می‌آید. ماجراهای تلخ و شیرینی که برای او در این شهر بزرگ رخ می‌دهد، او را بیش از پیش مصمم می‌کند تا خود را برای شرایط جدید و آینده آماده کند. دختر هربار با آدم‌های گوناگونی آشنا می‌شود و تلاش می‌کند در زندگی آنان، تحولی ایجاد کند.

## بازیگران و عوامل تولید

### بازیگران
- تاجی احمدی - بازیگر نقش شمسی
- شهروز رامتین - بازیگر نقش احمد
- کیومرث ملک‌مطیعی
- غلامحسین نقشینه
- حسین محسنی
- تقی کهنمویی
- مینو ابریشمی - بازیگر نقش مینو
- خسرو ابریشمی - بازیگر نقش رئیس پرورشگاه
- افشین ابریشمی - بازیگر خردسال در نقش افشین (فرزند مینو و خسرو ابریشمی)
- مجید مظفری[۲]
- اشرف ترجمی
- باقر توکلی
- فرشید فرشود
- محسن هرندی
- خسرو تهرانچی
- ایرن (بازیگر مهمان)
- توران مهرزاد (بازیگر مهمان)
- عزت‌الله رمضانی‌فر (بازیگر مهمان)
- آتش خیر (بازیگر مهمان)

### عوامل تولید
- کارگردان: محمدعلی زرندی‌فر
- نویسنده: میهن بهرامی و عرفی‌نژاد
- تصویربردار: همایون ارجمند[۳]
- تدوین: رضا انجم روز
- تهیه‌کننده: محمدعلی زرندی‌فر
- موسیقی: حسین واثقی
- خواننده ترانه متن سریال: شاهرخ
- فرمت تصویر: ۱۶ میلیمتری (سیاه و سفید) - ۶۴۵ دقیقه
- محصول: تلویزیون ملی ایران
- سال تولید: ۱۳۵۴